# Frauenbrunn (Vilseck)
Die etwa drei Kilometer nördlich von Vilseck liegende Einöde Frauenbrunn (Vilseck) ist ein Ortsteil der Stadt Vilseck im Landkreis Amberg-Sulzbach in der Oberpfalz in Bayern. Der Name des ehemaligen Eisenhammers leitet sich von Brunn unserer lieben Frau, einer ergiebigen Wasserquelle, ab.

## Geschichte
Frauenbrunn bildete seit dem 28. Juni 1818 zusammen mit Gressenwöhr, Drechselberg, Leinschlag, Neuhammer, Rauschenhof, Schöfelhof, Triebweg und Weiherhäusl eine Gemeinde im Amtsgericht Amberg. Am 1. April 1971 wurde Frauenbrunn als Bestandteil der Gemeinde Gressenwöhr aufgelöst und in die Stadt Viseck eingegliedert.
In Frauenbrunn wird im 14. Jahrhundert ein Eisenhammer genannt, der vom Wasser der Vils betrieben wurde. Nach dem Saalbuch der bayerischen Herzöge von 1326 zinste der Hammer Frauenbrunn zum offcium Amberg. Vermutlich stammte das verarbeitete Erz seit dem 11. Jahrhundert von Langenbruck. Der Hammer soll bis zur Zeit des Dreißigjährigen Krieges gearbeitet haben. Anstelle des Hammers wurde 1624 eine Mühle errichtet.
In Frauenbrunn befindet sich eine Quelle am Eingang zum Anwesen der Familie Fenk (Frauenbrunnbauer). Das Quellwasser war für die Stadt Vilseck von großer Bedeutung und deshalb erwarb es die Stadt Vilseck 1929 zur Wasserversorgung, fasste die Quelle und baute eine Pumpstation mit Wohnung für den Wasserwart. Die Pumpen liefen Tag und Nacht, um genügend Wasser für Vilseck zu fördern. Die Quelle leistete nur 15 bis 20 Liter pro Sekunde. Heute decken die Vilsecker den Wasserbedarf aus der sogenannten Vilsecker Mulde, die unweit von Frauenbrunn beginnt.